# Мамонкино
Мамонкино — деревня в Сокольском районе Вологодской области.
Входит в состав Чучковского сельского поселения, с точки зрения административно-территориального деления — в Чучковский сельсовет. Расположена к югу от автодороги А123.
Расстояние по автодороге до районного центра Сокола — 80 км, до центра муниципального образования Чучкова — 5 км. Ближайшие населённые пункты — Варушино, Огарово, Горка, Покровское, Андреевское, Дьяково, Фролово.
По переписи 2002 года население — 9 человек.